# Amphipholis murmanica
Amphipholis murmanica är en ormstjärneart som beskrevs av Alexander Michailovitsch Djakonov 1929. Amphipholis murmanica ingår i släktet Amphipholis och familjen trådormstjärnor. Inga underarter finns listade i Catalogue of Life.